# Bad Tölz
Bad Tölz [Baad Tults] is een kuuroord in het zuiden van de Duitse deelstaat Beieren. Het is de Kreisstadt van de Landkreis Bad Tölz-Wolfratshausen. De stad telt 19.141 inwoners.

## Geografie
Bad Tölz heeft een oppervlakte van 30,8 km² en ligt in het Isar-dal.

## Geschiedenis
Het eerste wat bekend is, is dat rond 1160 de edele, Hainricus de Tolnze zich vestigde op de kruising van de zoutroute van Reichenhall naar de Allgäu en de Isar. Deze nederzetting heette vroeger Reginried, er is nu nog steeds een wijk die Ried heet, wat direct daarvan is afgeleid. Hainricus de Tolnze bouwde een burcht, hierdoor ontstond een veilige plaats, wat mensen aantrok. In 1331 verleende keizer Lodewijk IV de Beier uitgebreide marktrechten aan Tölz. In de veertiende eeuw kwam de vlotvaart op gang. Door haar strategische ligging werd Tölz een belangrijke handelspost.
- 1160 voor het eerst Tolnze genoemd
- 1331 Verlening van uitgebreide marktrechten door keizer Lodewijk IV de Beier aan Tölz.
- 1453 Een grote brand verwoest de marktstraat, stadskerk en burcht.
- 1632 Verwoesting van de stad, die de bloeitijd van de, om haar kunstschrijnwerk bekende, handwerkers- en vlottenstad beeïndigt.
- 1845 Ontdekking van de jodiumbronnen bij Sauersberg.
- 22 juni 1899 Tölz wordt de titel Bad verleend.
- 1934 De eerste SS-Junkerschool wordt in Bad Tölz in gebruik genomen. Na het einde van WO II werd ze door de Amerikaanse strijdkrachten overgenomen en tot Flint-kazerne omgedoopt. Tot in de jaren 1990 was de Flint-kazerne naast een ingenieursschool ook een Europees steunpunt van de Special Forces, ofwel Groene Baretten. Boven de hoofdingang prijkte de spreuk "Cleanest American Camp In Europe".
- augustus 1935 Alle Joodse badgasten wordt bevolen Bad Tölz binnen 24 uur te verlaten. Het is de eerste stad in Duitsland die op een dergelijke wijze 'Judenfrei' wordt gemaakt.

## Geboren
- Uschi Disl (15 november 1970), biatlete
- Heidi Zacher (17 maart 1988), freestyleskiester

## Partnersteden
Vichy www.ville-vichy.fr (Frankrijk)

San Giuliano Terme www.comune.sangiulianoterme.pisa.it (Italië)
Bad Heilbrunn ·
Bad Tölz ·
Benediktbeuern ·
Bichl ·
Dietramszell ·
Egling ·
Eurasburg ·
Gaißach ·
Geretsried ·
Greiling ·
Icking ·
Jachenau ·
Kochel am See ·
Königsdorf ·
Lenggries ·
Münsing ·
Reichersbeuern ·
Sachsenkam ·
Schlehdorf ·
Wackersberg ·
Wolfratshausen